# Archeologia del conflitto

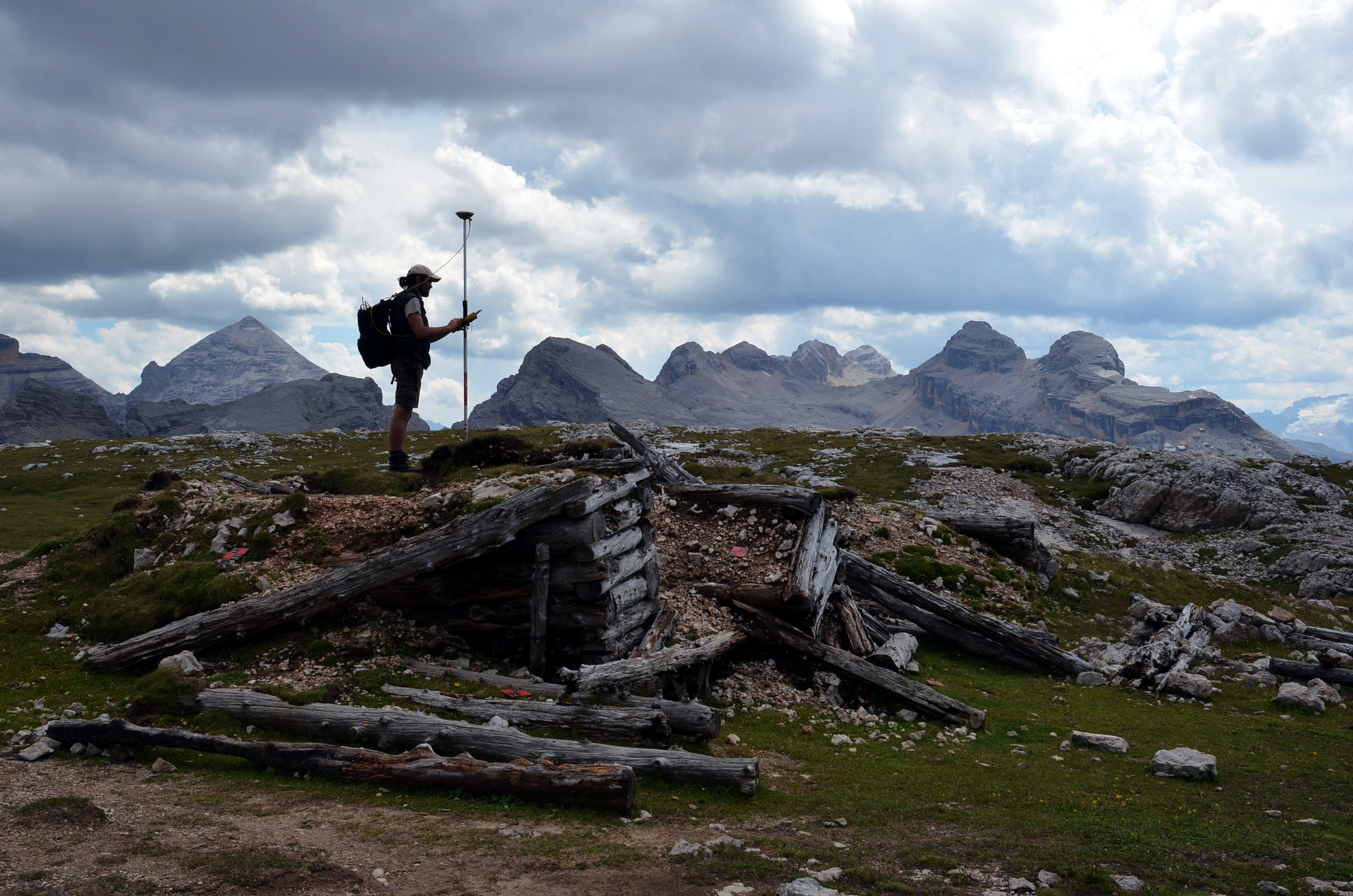
Documentazione di una postazione di artiglieria della prima guerra mondiale presso Col Bechei

L'archeologia del conflitto è una sotto disciplina specifica dell'archeologia che si occupa degli scontri tra gruppi umani. Il suo approccio alla materia è di tipo olistico e si avvale spesso di tecniche mutuate da altri saperi per investigare la tematica piuttosto complessa del conflitto, che viene analizzato anche dal punto di vista antropologico, sociale e psicologico. 
L'archeologia del conflitto ha vissuto un forte sviluppo in anni recenti, a causa delle commemorazioni del centenario della Grande Guerra.